# Mufidah Abdul Rahman
Mufidah Abdul Rahman (1914-2002) là một trong những nữ luật sư đầu tiên của Ai Cập; bà cũng là nữ luật sư đầu tiên đưa vụ án ra Tòa án giám đốc thẩm ở Ai Cập, người phụ nữ đầu tiên hành nghề luật sư ở Cairo, Ai Cập, người phụ nữ đầu tiên khởi kiện trước tòa án quân sự ở Ai Cập và là người phụ nữ đầu tiên khởi kiện trước tòa án ở phía nam Ai Cập.

## Giáo dục
Khi bà vào Đại học Cairo, sau đó gọi là Đại học King Fouad I, để học luật vào năm 1935, bà là người phụ nữ đầu tiên kết hôn ở đó, và sau đó bà trở thành người mẹ đầu tiên tốt nghiệp từ đó.

## Công việc
Bà được chọn để bảo vệ Doria Shafik trước tòa. Điều này liên quan đến một hành động vào tháng năm 1951, Shafik cố gắng âm thầm quy tụ 1.500 phụ nữ từ hai nhóm nữ quyền hàng đầu của Ai Cập (Bint Al-Nil và nữ quyền Liên minh Ai Cập), và tổ chức một cuộc diễu hành của những người mà bị gián đoạn quốc hội trong bốn vài giờ sau khi họ tập hợp ở đó với một loạt các nhu cầu chủ yếu liên quan đến quyền kinh tế xã hội của phụ nữ. Khi vụ án được đưa ra xét xử, nhiều người ủng hộ Bint al-Nil đã tham dự phòng xử án, và thẩm phán đã tuyên bố hoãn phiên tòa vô thời hạn.
Cũng trong những năm 1950, bà làm luật sư bào chữa trong các phiên tòa chính trị nổi tiếng liên quan đến một nhóm bị buộc tội âm mưu chống lại nhà nước.
Năm 1959, bà trở thành thành viên của quốc hội của Ghouriya và Ezbekiya (quận của Cairo). Bà là một phó phòng tích cực trong mười bảy năm liên tiếp.
Bà là người phụ nữ duy nhất là một phần của công việc của Ủy ban sửa đổi luật về tình trạng cho người Hồi giáo bắt đầu từ những năm 1960.
Bà là thành viên hội đồng quản trị của Ngân hàng Al-Gomhouriya, Đoàn luật sư, Hội đồng Liên hiệp Đại học, Hội nghị Quốc gia của Liên minh Xã hội, Liên minh Quốc gia và Hội đồng Cơ quan Bưu chính. Bà cũng đồng sáng lập Hội Phụ nữ Hồi giáo, và giữ chức chủ tịch trong nhiều năm.

## Cuộc sống cá nhân
Bà là mẹ của chín đứa con và đã kết hôn theo hình thức đa thê.